# Iglesia de San Polieucto
La iglesia de San Polieucto (en griego: Ἅγιος Πολύευκτος, Hagios Polyeuktos) fue una antigua iglesia bizantina construida en Constantinopla —que corresponde a la actual ciudad de Estambul en Turquía— por Anicia Juliana y dedicada a San Polieucto. Concebido como una afirmación del propio linaje imperial de Juliana, el edificio estaba ricamente decorado y se cree que fue el templo más grande de la ciudad antes de la construcción de la iglesia de Santa Sofía. En su diseño se introdujo el uso a gran escala de elementos decorativos persas sasánidas y se cree que puede haber inaugurado el nuevo tipo de arquitectura de basílica con cúpula, perfeccionado más tarde en Santa Sofía.
Poco se sabe de la historia de la iglesia después de su construcción; el edificio sobrevivió hasta el siglo XI, tras lo cual cayó en decadencia. Varios elementos arquitectónicos fueron retirados y reutilizados en Constantinopla y otras ciudades. Después de que durante el período otomano se construyeran otras edificaciones sobre sus ruinas, el sitio fue redescubierto mientras se realizaban unas excavaciones en la década de 1960. La zona, justo enfrente del ayuntamiento de la municipalidad de Estambul, es ahora un entorno arqueológico preservado y abierto al público, a pesar de que las esculturas fueron trasladadas al Museo Arqueológico de Estambul.

## Historia

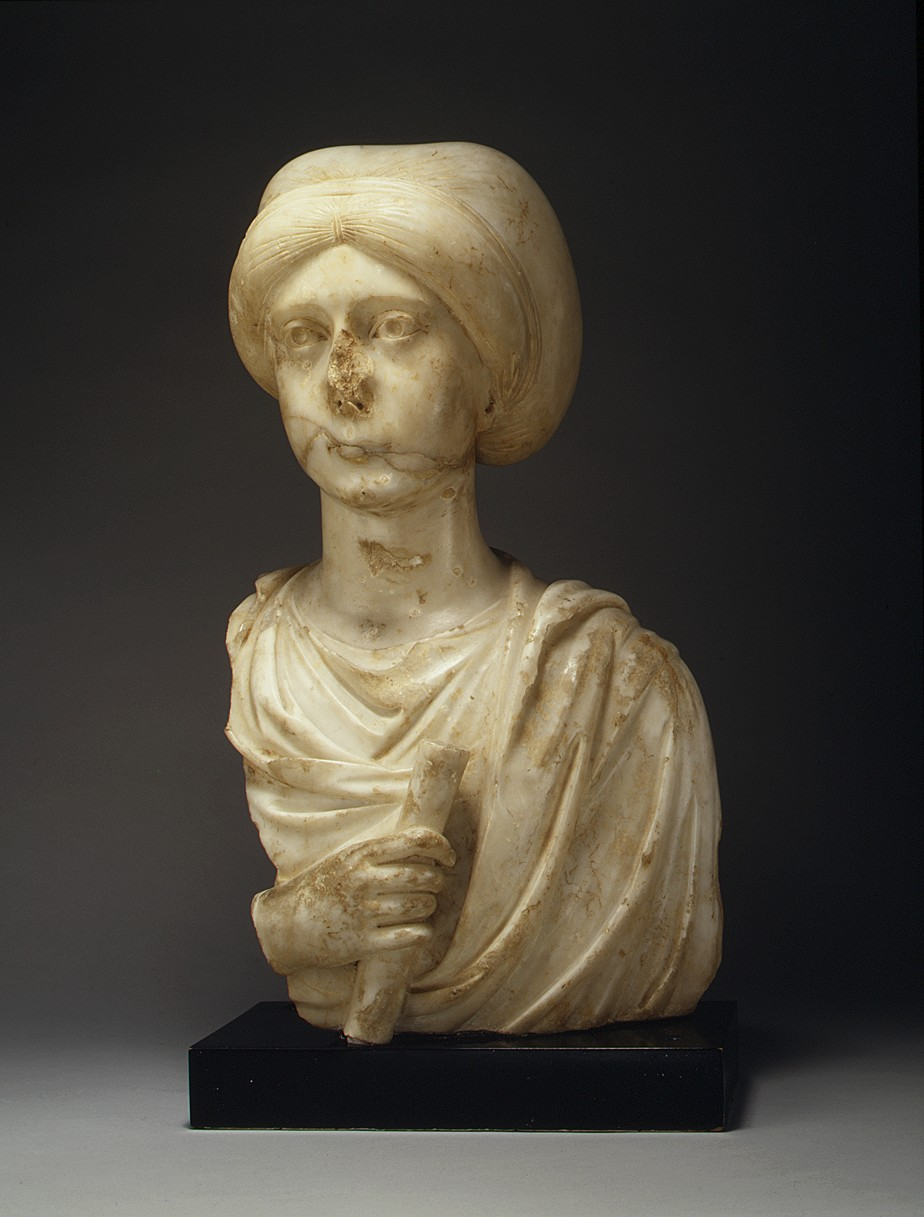
Busto en mármol de Anicia Juliana, se encuentra en el Museo Metropolitano de Arte de la ciudad de Nueva York.

La iglesia se construyó entre los años 524 y 527, durante el reinado de Justino I, por encargo de Anicia Juliana, mujer de origen noble hija de Anicio Olibrio y de su esposa Placidia, que era descendiente de varios emperadores occidentales. Pretendía sustituir un antiguo templo edificado por Eudocia, esposa de Teodosio II y bisabuela de Juliana, para albergar el cráneo de San Polieucto. Se cree que en su momento fue la más grande de Constantinopla, antes de que Justiniano I, sobrino y heredero de Justino, mandara construir la iglesia de Santa Sofía.
En un epigrama laudatorio de 76 líneas, inscrito en las paredes de la iglesia y conservado en su totalidad (Anthologia Graeca, I.10), Juliana se compara con los emperadores Constantino I y Teodosio II como constructora monumental y afirma haber superado al Templo de Salomón, en cuyas proporciones al parecer se basaba la nueva iglesia. El edificio constituyó un desafío directo al prestigio y la autoridad de la dinastía reinante, que no era de origen noble, y pudo haber sido uno de los motivos para la reconstrucción a gran escala de la iglesia de Santa Sofía, que realizó Justiniano unos años más tarde. A la luz de esta rivalidad, tal vez no sea una coincidencia que, según la tradición, cuando Justiniano vio completada la construcción de la iglesia de Santa Sofía, gritó: «Salomón, te he superado». Sin embargo, la importancia de las alusiones a Salomón es cuestionada por algunos académicos, que ven la iglesia más como una afirmación del prestigio imperial de la antigua aristocracia romana, de la que descendía Juliana, y de la ortodoxia de Calcedonia, que esta había defendido durante el reinado del emperador monofisita Anastasio I. Otro aspecto del antagonismo con Justiniano, se evidencia en una historia registrada por Gregorio de Tours: poco después de su ascenso al trono, Justiniano pidió a la anciana Juliana contribuir con una parte de su gran fortuna a la tesorería del Estado. Después de ganar un poco de tiempo, Juliana mandó fundir su oro y transformarlo en placas con las que se adornó el interior del techo de la recién construida iglesia de San Polieucto, preservándolo así de la avaricia del emperador.

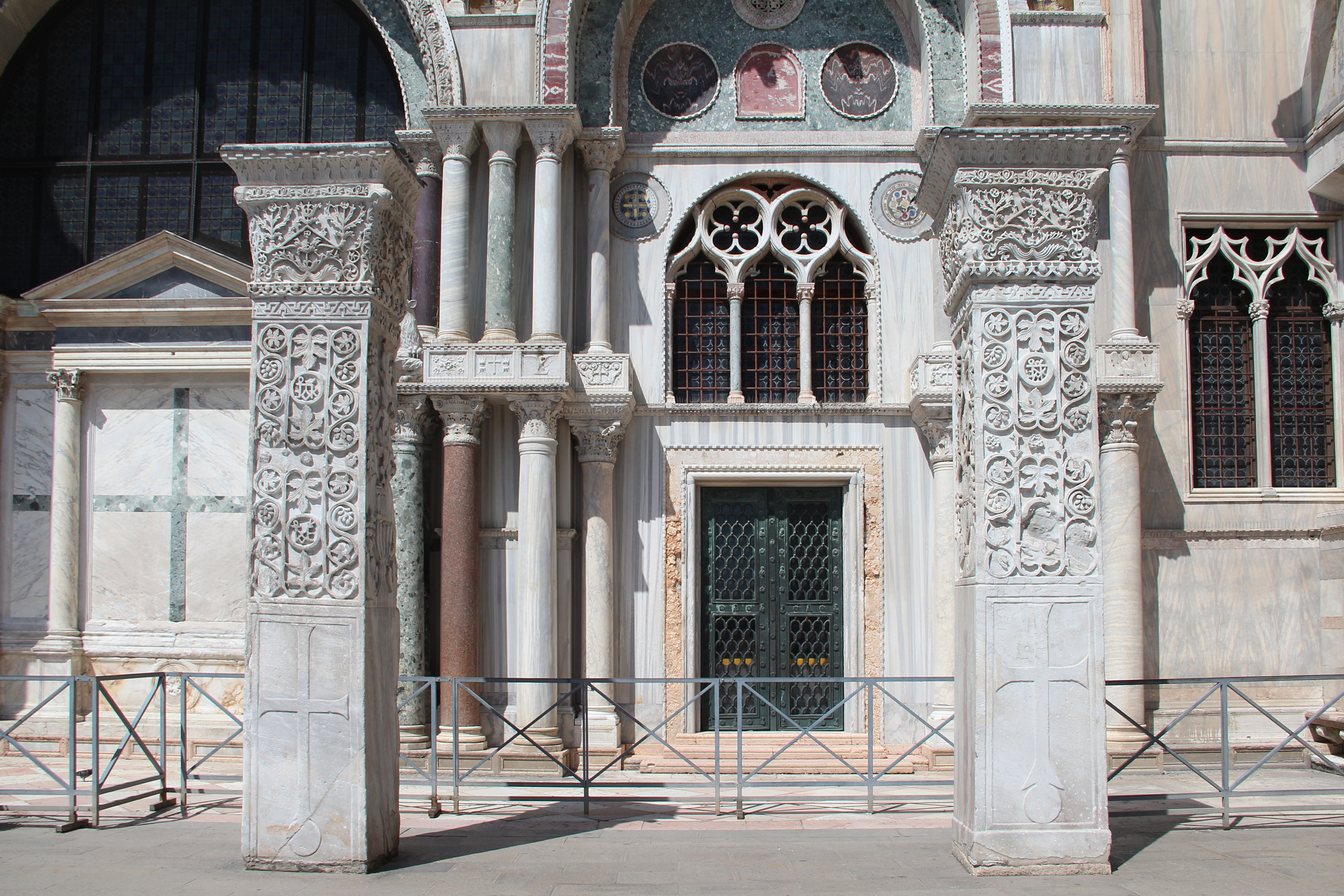
Los Pilastri Acritani, localizados en la entrada sur de la Basílica de San Marcos en Venecia, proceden de la Iglesia de San Polieucto.

La iglesia sobrevivió hasta el siglo XI, cuando fue abandonada. Posteriormente fue saqueada por los propios bizantinos y después por los cruzados en lo que se denominó el saqueo de Constantinopla en 1204, durante los saqueos se llevaron esculturas y otros elementos arquitectónicos del edificio que más adelante serían reutilizados. Varias piezas de San Polieucto fueron reutilizadas en el monasterio de Cristo Pantocrátor (la moderna mezquita Zeyrek), otras piezas, como los capiteles, llegaron a lugares tan remotos como Venecia, Barcelona y Viena, incluidos los llamados Pilastri Acritani («Pilares de Acre») que ahora se encuentran en la Basílica de San Marcos en Venecia.
El sitio de la iglesia, en el barrio Saraçhane (la antigua Constantinianae), fue gradualmente ocupado por casas y una mezquita durante el periodo otomano. En la década de 1940, la ciudad de Estambul emprendió un programa de construcción en el que muchos edificios históricos fueron destruidos para hacer avenidas y plazas, en esa época se demolió la mezquita y la zona quedó nivelada. Posteriormente, en 1960, cuando se construía la intersección de las calles Șehzadebași Caddesi y Atatürk Bulvari, comenzaron las excavaciones. Se descubrieron bóvedas de ladrillo y piezas de escultura de mármol proconesiano, entre ellos los fragmentos del monumental epigrama que adornaba la iglesia. Estos fragmentos, junto con referencias a la ubicación aproximada de la iglesia en textos bizantinos sobre las procesiones imperiales por la avenida Mese, permiten una identificación segura. El sitio fue excavado extensivamente entre 1964 y 1969 por arqueólogos dirigidos por el doctor Nezih Firatli del Museo Arqueológico de Estambul y Roy Michael Harrison del Instituto Dumbarton Oaks. El área, justo enfrente del ayuntamiento de la municipalidad de Estambul, es ahora un sitio arqueológico preservado y abierto al público, sin embargo, las esculturas han sido trasladadas al Museo Arqueológico de Estambul.

## Descripción

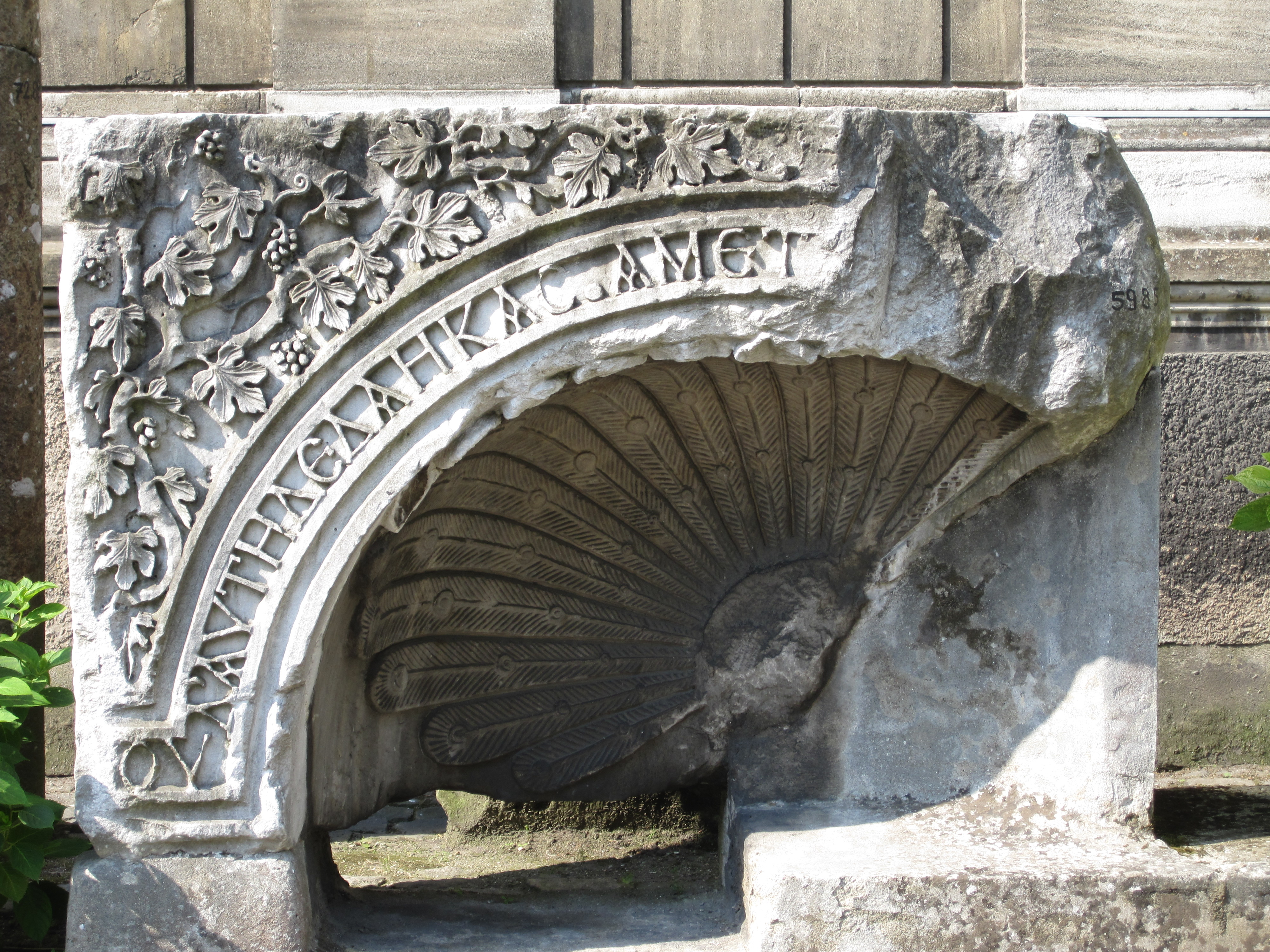
Fragmento de la cornisa de la iglesia, contiene el inicio de la trigésimo primera línea del epigrama, que celebra la fundación de la iglesia. Fue descubierto en el sitio durante las excavaciones de la década de 1960 y hoy se encuentra en el Museo Arqueológico de Estambul.

A pesar de su importancia arquitectónica se sabe muy poco de la historia de la iglesia y de los detalles precisos de su aspecto. La mayor parte de la información sobre su apariencia original se deriva del epigrama en honor a Juliana y su familia, que fue inscrito en fragmentos en varias partes de la iglesia. El epigrama afirma que se construyó a imagen del Templo de Jerusalén, con las proporciones precisas señaladas en la Biblia para el Templo de Salomón y con el codo real como unidad de medida, al igual que el arquetipo. Richard Martin Harrison, jefe de los excavadores del sitio, realizó una reconstrucción de la iglesia y la presentó como una basílica casi cuadrada, con cerca de 52 metros de largo a los lados, con una nave central y dos pasillos laterales, con un nártex precedido por un gran atrio de 26 m de longitud en la parte frontal. Al norte del atrio se encontraron restos de otro edificio que han sido identificados como el baptisterio de la iglesia o el palacio de Juliana. Una subestructura oval en el centro señala la posición del ambón, mientras que los fuertes cimientos en todo el edificio indican, según Harrison, la presencia de una cúpula, con lo que la altura estimada de la construcción sería de más de 30 metros. El área del altar no se excavó lo suficiente y su forma sigue siendo desconocida. La posible presencia de una cúpula, aunque no es universalmente aceptada, es de gran importancia, ya que significaría que fue la iglesia de San Polieucto, y no las iglesias de Justiniano (las de San Sergio y San Baco y Santa Sofía), la que por primera vez combinó la tradicional basílica con una cúpula. Gracias al epigrama sabemos que el interior tenía dos plantas con columnatas y galerías. Basado en el epigrama y las subestructuras, Harrison también postuló la existencia de un par de exedras de dos plantas, que constaban de tres nichos con un muelle en el medio, en los lados norte y sur del ambón. Los espacios alrededor del intercolumnio oeste de la cúpula podrían haber estado cubiertos con arcos fajones o bóvedas de arista.
La decoración interior era de una riqueza extraordinaria. Las paredes estaban decoradas con mármol, el techo recubierto de oro y en el vestíbulo aparecía una representación del bautismo de Constantino el Grande. También se encontraron en el sitio fragmentos de marfil, amatista, oro y cristales de colores que originalmente fueron incrustaciones en las esculturas de mármol, así como fragmentos de mosaicos. La evocación deliberada al Templo de Salomón se vio reforzada por la preponderancia de ciertos motivos en la decoración de la iglesia, tales como palmeras, granados y lirios. Una característica notable, de la que no se había encontrado antes constancia en el arte y la arquitectura de Constantinopla, es el uso extensivo de motivos decorativos persas sasánidas, como cenefas de palmetas y hojas de granada o patrones de vegetales en disposiciones geométricas y simétricas. Los motivos persas se volvieron cada vez más populares en el siglo VI y también se utilizaron en la decoración de la iglesia de Santa Sofía. Otro hallazgo excepcional fue la existencia de diez placas en relieve que muestran imágenes de Cristo, la Virgen María y los Apóstoles; este tipo de imágenes son muy raras debido a que en los siglos VIII y IX se destruyeron gran parte de las representaciones humanas en la iconoclasia.